# Ronald DeFeo, Jr.
Ronald Joseph "Butch" DeFeo, Jr. (Nueva York, 26 de septiembre de 1951-Albany (Nueva York), 12 de marzo de 2021) fue un asesino en masa
estadounidense. Juzgado y condenado a cadena perpetua por los asesinatos en noviembre de 1974 de su padre, madre, dos hermanos y dos hermanas. El caso es notable por ser la inspiración de la vida real detrás del libro y las versiones en películas de The Amityville Horror.

## El asesinato de la familia DeFeo
Alrededor de las 6:30 de la tarde del 13 de noviembre de 1974, Ronald DeFeo, Jr. de veintitrés años de edad tras su regreso del trabajo irrumpió en el Henry's Bar en Amityville, Long Island, Nueva York y declaró: "¡Tienen que ayudarme! ¡Creo que le dispararon a mi madre y padre!". DeFeo y un pequeño grupo de personas fueron a 112 Ocean Avenue, que estaba localizada no muy lejos del bar, y descubrieron que los padres de DeFeo estaban muertos. Uno del grupo, el dueño del bar Joe Yeswit, hizo desde su establecimiento una llamada de emergencia al Condado de Suffolk, quienes fueron a la casa y encontraron que seis miembros de la misma familia estaban muertos en sus camas.
Las víctimas fueron Ronald DeFeo, Sr. (43 años), Louise DeFeo (42 años), y cuatro de sus hijos: Dawn (18 años); Allison (13 años); Marc (12 años); y John Matthew (9 años). Todas las víctimas habían recibido disparos calibre .35 de un rifle Marlin 336C alrededor de las tres de la madrugada. Los padres de DeFeo habían recibido disparos dos veces, mientras que sus hijos habían sido asesinados con un solo disparo. Louise DeFeo y su hija Allison habrían sido las únicas víctimas que se despertaron por el ruido de los disparos al momento de sus muertes, pero de acuerdo con la Policía del Condado de Suffolk, las víctimas fueron encontradas boca abajo, en la cama. La familia DeFeo residía en la casa ubicada en 112 Ocean Avenue desde que la habían comprado en 1965. Los miembros asesinados de la familia DeFeo están enterrados en el cercano cementerio Saint Charles en Farmingdale.
Ronald DeFeo, Jr. era el hijo mayor de la familia, y era conocido como "Butch". Fue llevado a la comisaría de policía local por su propia protección después de sugerir a los oficiales de policía en la escena del crimen que los asesinatos habían sido llevados a cabo por un asesino a sueldo de la mafia llamado Louis Falini. Sin embargo, la entrevista con DeFeo en comisaría pronto expuso serias inconsistencias en su versión de los hechos, y al día siguiente confesó haber llevado a cabo el crimen. Le dijo a los detectives: "Una vez que comencé, no pude detenerme. Todo pasó muy rápido". DeFeo admitió que luego se había tomado un baño, se había vestido, y había desechado las pruebas cruciales: la ropa manchada de sangre, el rifle Marlin y cartuchos en su camino al trabajo como de costumbre. Fueron encontrados junto a la boca de una alcantarilla, cubiertos con hojarasca.

## Juicio y condena
El juicio de DeFeo comenzó el 14 de octubre de 1975. Él y su abogado defensor William Weber montaron una defensa invocando locura, con DeFeo afirmando que voces en su cabeza le insistían en que llevara a cabo los asesinatos. Esto fue exagerado por la prensa sensacionalista, llegando a sugerir posesión por espíritus malignos. La locura fue apoyada por el psiquiatra de la defensa, Dr. Daniel Schwartz. El psiquiatra de la acusación, el doctor Harold Zolan, sostuvo que a pesar de que DeFeo era consumidor de heroína y LSD, tenía un trastorno antisocial de la personalidad y era consciente de sus acciones en el momento del crimen. El juez, Thomas Stark, declaró que los crímenes de DeFeo fueron "los asesinatos más atroces cometidos en el condado de Suffolk desde su fundación".
El 21 de noviembre de 1975, DeFeo fue encontrado culpable de seis cargos de asesinato en segundo grado. El 4 de diciembre de 1975, el juez Thomas Stark sentenció a Ronald DeFeo, Jr. a seis penas consecutivas de 25 años a cadena perpetua.
DeFeo estuvo recluido en el Centro Correccional Sullivan en la ciudad de Fallsburg (Nueva York), hasta su muerte, y todas sus apelaciones y solicitudes a la junta de libertad condicional fueron denegadas.
DeFeo falleció el 12 de marzo de 2021, a los 69 años, tras más de cuarenta y cinco años en prisión. La causa de su muerte no fue revelada al público y su cuerpo fue incinerado.

## Controversias en torno al caso
Las seis víctimas fueron encontradas boca abajo en sus camas sin signos de lucha o rastros de sedantes en sus cuerpos, aunque él afirmó en el interrogatorio que antes los había sedado introduciendo somníferos en la cena. Se especuló que alguien de la casa debería haber sido despertado por el ruido de los disparos. Los vecinos informaron no haber escuchado ningún disparo, y sólo algunos que todavía estaban despiertos a la hora del crimen recordaron que habían oído ladrar a Shaggy, el perro pastor de la familia. La investigación de la policía concluyó que las víctimas estaban durmiendo al momento de los asesinatos, y que el rifle no había sido equipado con un silenciador. Los oficiales de policía y el médico forense que asistió a la escena estaban confundidos por la rapidez y la magnitud de la matanza, y consideraron inicialmente la posibilidad de que más personas hubieran sido responsables del crimen. Durante su tiempo en prisión, Ronald DeFeo dio varias versiones de cómo se llevaron a cabo los asesinatos, todas ellas incompatibles. En una entrevista de 1986, dijo que su hermana Dawn fue la responsable de los disparos, matando a su padre y luego, angustiada, siguiendo con los demás y que él asumió la culpa por temor a ser asesinado por su tío abuelo paterno Peter DeFeo, un capo de la familia mafiosa Genovese, lo que fue desestimado como "absurdo" por un exfuncionario oficial del Condado de Suffolk.
El 30 de noviembre de 2000, Ronald DeFeo supuestamente se entrevistó con Ric Osuna, autor del libro The Night the DeFeos Died, que fue publicado en 2002. De acuerdo con Osuna, DeFeo le dijo que él cometió los asesinatos con su hermana Dawn y dos amigos no identificados "por desesperación". Dijo que después de una pelea furiosa con su padre, él y su hermana planearon asesinar a sus padres, y que Dawn asesinó a los niños con el fin de eliminarlos como testigos. Él dijo que se enfureció al descubrir las acciones de su hermana, lucharon, la dejó inconsciente en su cama y le disparó en la cabeza. Se ha informado que durante la investigación original policial, rastros de pólvora se encontraron en el camisón de Dawn, indicando que quizás pudo haber disparado un arma de fuego. Esta línea de investigación no fue seguida tras la confesión de Ronald DeFeo y luego se comprobó que los rastros se debieron a que recibió el disparo desde muy cerca.
Los intentos por contactar a los dos presuntos cómplices fracasaron, ya que uno murió en enero de 2001 y el otro se dice que entró a un programa de protección de testigos. Ronald DeFeo, Jr. tenía una relación tormentosa con su padre, hombre serio y autoritario, que tratando de alejarlo de su adicción le había ingresado en una academia militar, de la que fue expulsado por provocar peleas y consumir drogas, y luego le encontró empleo temporal en una empresa de automóviles, pero el por qué asesinó a la familia entera sigue estando poco claro. La fiscalía en el juicio sugirió que el motivo de los asesinatos fue cobrar el seguro de vida de sus padres.
Joe Nickell observa que dada la frecuencia con que Ronald DeFeo cambió su historia a lo largo de los años, ninguna de las nuevas confesiones respecto a los acontecimientos que tuvieron lugar esa noche deberían ser abordadas sin precaución. En una carta al presentador de radio Lou Gentile, DeFeo negó haber dado información a Ric Osuna que pudiera utilizar en su libro.
El libro de Ric Osuna fue adaptado en un docudrama estrenado el verano de 2010 titulado Shattered Hopes: The True Story of the Amityville Murders. La película, escrita, dirigida y producida por Ryan Katezenbach y que presenta la narración del actor Edward Asner, examina todos los aspectos del caso Amityville con un fuerte enfoque en la familia DeFeo y los eventos que rodearon sus asesinatos.

## Libros y versiones cinematográficas basados o inspirados en los asesinatos
La novela de Jay Anson The Amityville Horror se publicó en septiembre de 1977. El libro se basa en el período de 28 días desde diciembre de 1975 a enero de 1976 cuando George y Kathy Lutz y sus tres hijos se convirtieron en las primeras personas en vivir en 112 Ocean Avenue después de los asesinatos. La familia Lutz dejó la casa, argumentando que fueron aterrorizados por fenómenos paranormales cuando vivían allí. La adaptación cinematográfica del libro  estrenada en 1979 se convirtió en la película independiente más taquillera de todos los tiempos y mantuvo ese récord hasta 1990. Fue seguida por varias secuelas, así como muchas otras películas que no comparten ninguna conexión más allá de la referencia a Amityville.
La película de 1982 Amityville II: The Possession se basa en el libro Murder in Amityville del parapsicólogo Hans Holzer. Es la precuela en 112 Ocean Avenue, con la familia ficticia Montelli que se dice basados en la familia DeFeo. La historia presenta temas especulativos y controvertidos, incluyendo una relación incestuosa entre Sonny Montelli y su hermana adolescente, que se basa libremente en Ronald DeFeo, Jr. y su hermana Dawn.
Las versiones de Hollywood de los asesinatos DeFeo contienen varias inexactitudes. La adaptación de 2005 The Amityville Horror incluye una niña ficticia llamada Jodie DeFeo, que no fue una víctima de los disparos en noviembre de 1974. La afirmación que Ronald DeFeo, Jr. estuvo influenciado para cometer los asesinatos por espíritus de un cementerio de indios americanos sobre el que se levantó el 112 Ocean Avenue ha sido rechazada por los historiadores locales y los líderes nativos, que argumentan que no hay evidencia suficiente para apoyar que tal cementerio existió.
La película de 2005 The Amityville Horror exagera el aislamiento de 112 Ocean Avenue al describir que es una casa a una distancia similar al Overlook Hotel en la adaptación de Stanley Kubrick de The Shining. En la realidad, 112 Ocean Avenue es una casa suburbana cercana a otras casas en el barrio. 
Una nueva versión se estrenó en 2017, con Bella Thorne como protagonista.
En 2023 fue mencionado en la serie de televisión Chucky así como la casa de los acontecimientos.